# 아구스토 주치

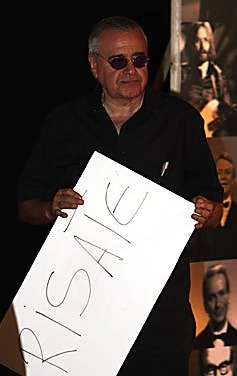

아구스토 주치(Augusto Zucchi, 1946년 3월 9일 ~ )는 이탈리아의 배우, 영화 감독, 각본가이다.

## 출연 작품

### 영화
- 드라큐라 3D (2012년) - 안데르이 역
- 돌아보지마 (2009년)
- 굿 우먼 (2004년)
- 과르다미 (1999년)
- 모로 사건 (1986년)

### 텔레비전
- 칼라스와 오나시스 (2005, Callas e Onassis)